# Mental istid
"Mental istid" är en låt av Ebba Grön. Den är det sjätte spåret på gruppens andra studioalbum Kärlek & uppror från 1981.
"Mental istid" spelades in och mixades i Mistlur Studios med Stefan Glaumann som ljudtekniker. Låten blev gruppens enda att ta sig in på Svensktoppen. Där stannade den tre veckor mellan den 13 och 27 september 1981 och nådde som bäst en femteplats.
Låten tolkades av Farsta på Ebba Grön-hyllningsalbumet Tyst för fan – ekon från Ebba Grön (2013).